# Yonkoma

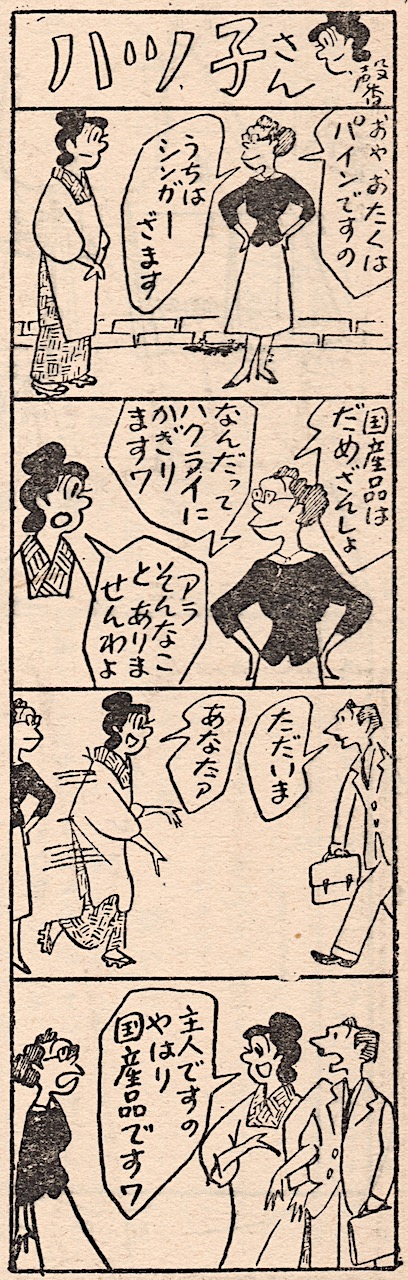
Yonkoma, Mmangá de quatro quadros, ou 4-koma.

Yonkoma (4コマ漫画, "mangá de quatro quadros", ou 4-koma) é um mangá no formato de tirinhas composto por quatro quadros ou vinhetas de tamanhos iguais ordenados de cima para baixo (podem ser ordenados também da direita pra esquerda horizontalmente ou usar um estilo híbrido 2x2, dependendo do layout da publicação). No mundo todo yonkoma vem do japonês, mas o estilo existe fora do Japão em outros países da Ásia e no continente americano também.

## Origem
O primeiro Yonkoma foi produzido por Rakuten Kitazawa (que escreveu usando o nome Yasuji Kitazawa) em 1902. Sua obra foi intitulada Jiji mangá, e foi influenciado pelos trabalhos de Frank Arthur Nakkivell e Frederick Burr Opper. O Jiji mangá apareceu na edição de verão.

## Estrutura
Tradicionalmente, o Yonkoma segue uma estrutura conhecida como Kishōtenketsu. É uma mistura formada pelas seguintes características chinesas:
- Ki: O primeiro quadro forma a base da história; compõe o cenário.
- Shō: O segundo quadro se desenvolve a partir da base da história, apresentada no primeiro quadro.
- Ten: O terceiro quadro é o clímax, onde ocorre um evento imprevisível.
- Ketsu: O quarto quadro é a conclusão, onde são vistos os efeitos do terceiro quadro.[3][1]

## Usos
Essas tirinhas aparecem em praticamente todas as publicações no Japão, incluindo mangás, romances, a seção humorística do jornal, revistas de jogos, culinária, etc. A trama frequentemente termina no yonkoma, apesar de algumas séries passarem para outros estilos. Alguns yonkomas abordam assuntos sérios, mas sempre o fazem de maneira cômica. Alguns mangás utilizam o yonkoma no final do capítulo ou volume, como uma piada à parte para complementar a história.